# Zapotèque de Choapan
Le zapotèque de Choapan (ou zapotèque de San Juan Comaltepec) est une variété de la langue zapotèque parlée dans l'État de Oaxaca, au Mexique.

## Localisation géographique
Le zapotèque de Choapan est parlé dans l'État de Oaxaca, au sud de l'État de Veracruz, au Mexique,.

## Intelligibilité avec les variétés du zapotèque
Les locuteurs du zapotèque de Choapan ont une intelligibilité de 60 % du zapotèque de Zoogocho (le plus similaire).

## Utilisation
Le zapotèque de Choapan est utilisé par quelques personnes âgées, les plus jeunes se tournant rapidement vers l'espagnol. Il existe un dictionnaire et des ouvrages de grammaire.